# 巴比納 (桑博爾區)
49°33′50″N 23°16′19″E / 49.56389°N 23.27194°E
巴比納（烏克蘭語：Бабина），是烏克蘭西部的村莊，隸屬利維夫州的桑比爾區。該村處於斯特里維戈爾河畔，面積2.06平方公里，海拔高度273米，2014年人口1,653。